# Комсомольский сельсовет (Минская область)
Комсомольский сельсовет — упразднённая административно-территориальная единица на территории Копыльского района Минской области Республики Беларусь.

## История
28 июня 2013 г. сельсовет упразднён. Населённые пункты включены в состав Грозовского сельсовета.

## Состав
Комсомольский сельсовет включает 16 населённых пунктов:
- Борковцы — деревня.
- Дунаево — деревня.
- Калюга — деревня.
- Камень — агрогородок.
- Карачевщина — деревня.
- Кисели — посёлок.
- Комсомольская — деревня.
- Кондратовичи — деревня.
- Осовец — деревня.
- Петрилово — деревня.
- Подлужье — деревня.
- Пуково — посёлок.
- Репная Гряда — посёлок.
- Сунаи — деревня.
- Трухановичи — деревня.
- Хвойники — посёлок.